# 新源那拉提机场
新源那拉提机场（維吾爾語：كۈنەس نارات ئايروپورتى‎，拉丁维文：künes narat ayroporti）是一个中国机场，位于新疆维吾尔自治区伊犁哈萨克自治州新源县。
那拉提机场竣工于2005年，属于季节性旅游机场，2006年7月15日正式通航。2008年仅运行近百天，旅客吞吐量1.04万人次，货邮0.2吨，运输飞行200架次。
2009年春节前夕，伊宁机场、那拉提机场两机场正式合并运行。两机场合并运营主要是为节约人力资源，统一管理、优势互补，提升机场的综合保障能力，也是新疆机场（集团）公司在取得阿勒泰机场、喀纳斯机场合并运行经验之后，才决定将伊宁、那拉提两家机场合并运行的。

## 航点
2025年夏秋航季（3月30日至10月25日），开通运营航线2条，通航城市3个。
| 航空公司 | 目的地         |
| -------- | -------------- |
| 成都航空 | 布尔津、阿克苏 |
| 天津航空 | 乌鲁木齐       |